# آراکان

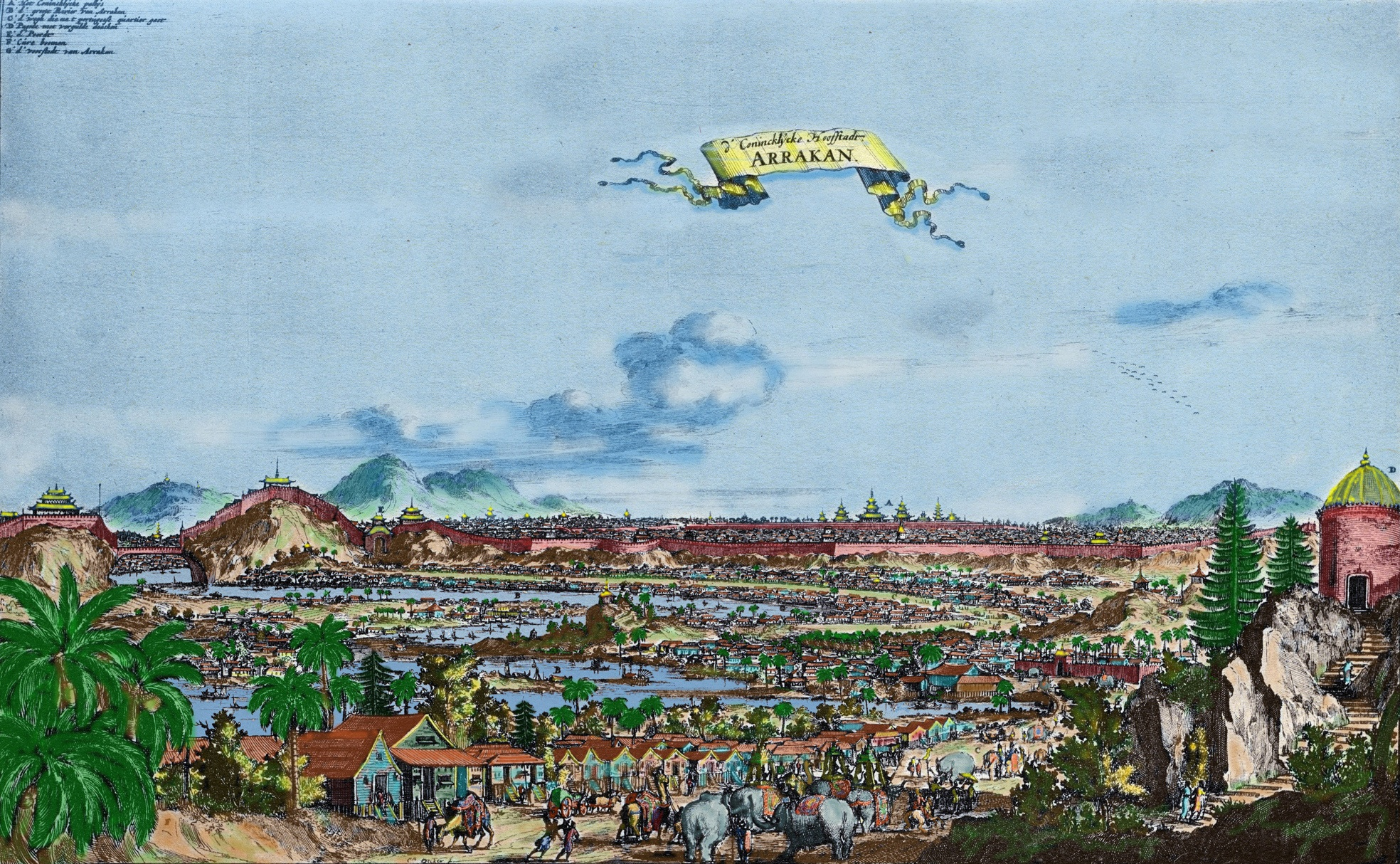
در قرن هفدهم، شهر «Mrauk U» محل سکونت جمعیت متنوعی از جمله بودایی‌ها، مسلمانان، مسیحیان و هندوها از آراکان، برمه، بنگال، شمال هند، شمال شرق هند، خاورمیانه و اروپا بود

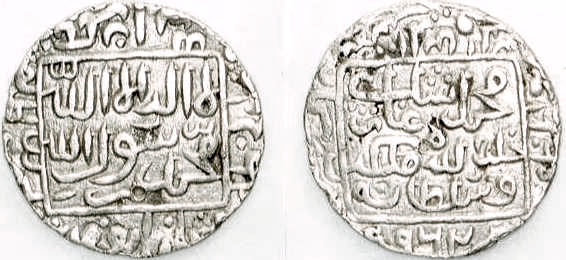
سکه با کتیبه ای عربی از آراکان تحت حاکمیت بنگالی، قرن شانزدهم

آراکان یا اَروکَن (‎/ˈærəkæn/‎ ARR-ə-kan or ‎/ˈɑːrəkɑːn/‎ AR-ə-kahn) یک منطقه ساحلی تاریخی در آسیای جنوب شرقی است. مرزهای آن با خلیج بنگال در غرب، شبه قاره هند در شمال و برمه در شرق آن روبرو بود. کوه‌های آراکان این منطقه را منزوی کرده و این منطقه تنها از طریق شبه قاره هند و دریا قابل دسترسی بود. این منطقه اکنون ایالت راخین در میانمار را تشکیل می‌دهد.
آراکان به یکی از اولین مناطق در جنوب شرقی آسیا تبدیل شد که ادیان هندی، به ویژه بودیسم و هندوئیسم را پذیرفت. اسلام با بازرگانان عرب در قرن هشتم به این منطقه وارد شد. پادشاهی «Mrauk U» به مدت ۳۰۰ سال به عنوان یک پادشاهی مستقل آراکانی ظهور کرد. در عصر کاوش و توسعه اقتصادی عمده بنگال سوبا (به انگلیسی:Bengal Subah)، آراکان مورد توجه کمپانی هند شرقی هلند و امپراتوری پرتغال قرار گرفت. در اواسط قرن هفدهم، امپراتور گورکانی اسلامی اورنگ‌زیب بر آن تسلط داشت. آراکان از قرن ۱۸ به بعد و پس از تسخیر توسط امپراتوری مغول به‌طور پیوسته رو به زوال نهاد.
آراکان پس از فتح توسط کمپانی هند شرقی بریتانیا به یکی از بخشهای هند بریتانیا تبدیل شد و مهاجرانی را از بخش همسایه چیتاگونگ از پرزیدنسی فورت ویلیام پذیرفت. در سال ۱۹۳۷ میلادی، این منطقه به بخشی از برمه بریتانیا تبدیل شد. بخش آراکان زمانی یکی از صادرکنندگان پیشرو برنج بود. در طول جنگ جهانی دوم، این منطقه توسط امپراتوری ژاپن اشغال شد. نیروهای متفقین آراکان را در طی عملیات برمه آزاد کردند. پس از استقلال برمه آراکان همچنان یک تقسیم اداری بود. و بعدها به استان تبدیل شد. در اوایل دهه ۱۹۶۰ میلادی، بخش شمالی آراکان از یانگون به عنوان منطقه مرزی مایو اداره می‌شد.
در سال ۱۹۸۲ میلادی، قانون تابعیت برمه بسیاری از ساکنان منطقه، به ویژه روهینگیاها را از شهروندی محروم کرد. در سال ۱۹۸۹ میلادی، خونتای نظامی برمه نام رسمی برمه را به میانمار تغییر داد. در دهه ۱۹۹۰ میلادی، حکومت نظامی نام ایالت آراکان را به ایالت راخین تغییر داد - نامی که نشان دهنده تسلط اکثریت راخین است. بسیاری از اقلیت روهینگیا به شدت با این تغییر مخالفت کردند. این منطقه شاهد درگیری بین دولت برمه، ملی گرایان راخین و شورشیان روهینگیا بوده‌است. در زمان‌های اخیر، ایالت راخین به دلیل مهاجرت پناهجویان به کشورهای همسایه به دلیل عملیات نظامی توسط تاتماداو (نیروهای مسلح میانمار) قابل توجه بوده‌است.

## ریشه‌شناسی
کلودیوس بطلمیوس آراکان را «Argyré» معرفی کرد. اسناد پرتغالی نام را «Arracao» نوشته‌اند. این نام در بسیاری از نقشه‌ها و نشریات قدیمی اروپایی به صورت «Araccan» نوشته شده‌است. این منطقه در زمان حکومت بریتانیا برمه به عنوان بخش آراکان (Arakan Division) نامگذاری شد.

## استنادات درون‌خطی
1. ↑  Columbia Encyclopedia, s.v. "Rakhine State".
2. ↑  "Arakanese - Definition, Location, & Ancient Kingdom".
3. ↑  Arthur Purves Phayre (1883). History of Burma. Рипол Классик. p. 42. ISBN 978-5-87742-763-1.
4. ↑  Frederick Charles Danvers (1988). The Portuguese in India: Being a History of the Rise and Decline of Their Eastern Empire. Asian Educational Services. p. 528. ISBN 978-81-206-0391-2.
5. ↑  Thomas Bankes; Edward Warren Blake; Alexander Cook; Thomas Lloyd (1800). A New, Royal, and Authentic System of Universal Geography, Ancient and Modern: Including All the Late Important Discoveries … and a Genuine History and Description of the Whole World … Together with a Complete History of Every Empire, Kingdom, and State … to which is Added a Complete Guide to Geography, Astronomy, the Use of the Globes, Maps ... p. 247.
6. ↑  Cheng Siok-Hwa (2012). The Rice Industry of Burma, 1852-1940: (First Reprint 2012). Institute of Southeast Asian Studies. p. 86. ISBN 978-981-230-439-1.